# Distrito de Luneburgo
El Distrito de Luneburgo (en alemán: Landkreis Lüneburg) es un distrito (Landkreis) ubicado en el noreste del estado federal de Baja Sajonia (Alemania). El distrito limita al oeste con el distrito de Harburgo, al norte con el distrito de Ducado de Lauenburgo del estado federal de Schleswig-Holstein y al norte y este por el distrito de Ludwigslust del estado federal de Mecklemburgo-Pomerania Occidental, y al sur el distrito de Lüchow-Dannenberg, Uelzen y Heide. 

## Geografía
El distrito de Luneburgo se ubica al sur de Hamburgo, entre los valles del Elba y el Brezal de Luneburgo.

## Historia
El distrito posee una necrópolis de Sodersdorf en Oldendorf.

## Comunicaciones
Una de las principales vías de comunicación fluvial en este distrito corresponde al Elba así como al canal sobre el Elba. A través del distrito pasan diversas autovías (Bundesstraßen) una de las más conocidas es la autopista A250 que une Luneburgo a Hamburgo.

## Composición del distrito
| - 1. Adendorf (9.838) - 2. Amt Neuhaus (5.399) - 3. Bleckede, Stadt (9.728) - 4. Luneburgo, Große selbstständige Stadt (71.909) |

### Samtgemeinden

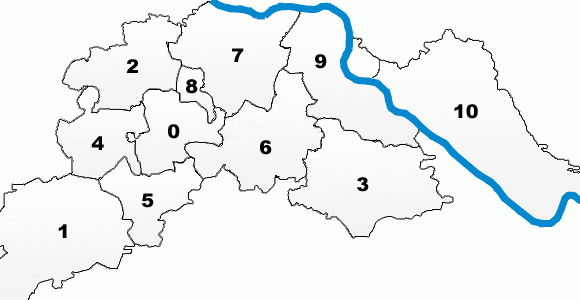
0 = Stadt Lüneburg
1 = Samtgemeinde Amelinghausen
2 = Samtgemeinde Bardowick
3 = Samtgemeinde Dahlenburg
4 = Samtgemeinde Gellersen
5 = Samtgemeinde Ilmenau
6 = Samtgemeinde Ostheide
7 = Samtgemeinde Scharnebeck
8 = Adendorf
9 = Bleckede
10 = Amt Neuhaus

| - 1. Samtgemeinde Amelinghausen (8.260) 1. Amelinghausen * (3.821) 2. Betzendorf (1.129) 3. Oldendorf (1.042) 4. Rehlingen (742) 5. Soderstorf (1.526) - 2. Samtgemeinde Bardowick (16.319) 1. Bardowick, Flecken * (6.089) 2. Barum (1.843) 3. Handorf (2.100) 4. Mechtersen (666) 5. Radbruch (1.840) 6. Vögelsen (2.353) 7. Wittorf (1.428) | - 3. Samtgemeinde Dahlenburg (6.463) 1. Boitze (419) 2. Dahlem (529) 3. Dahlenburg, Flecken * (3.468) 4. Nahrendorf (1.403) 5. Tosterglope (644) - 4. Samtgemeinde Gellersen (12.190) 1. Kirchgellersen (2.067) 2. Reppenstedt * (6.800) 3. Südergellersen (1.599) 4. Westergellersen (1.724) - 5. Samtgemeinde Ilmenau (10.400) 1. Barnstedt (804) 2. Deutsch Evern (3.609) 3. Embsen (2.665) 4. Melbeck * (3.322) | - 6. Samtgemeinde Ostheide (10.232) 1. Barendorf * (2.253) 2. Neetze (2.652) 3. Reinstorf (1.345) 4. Thomasburg (1.337) 5. Vastorf (958) 6. Wendisch Evern (1.687) - 7. Samtgemeinde Scharnebeck (14.877) 1. Artlenburg, Flecken (1.617) 2. Brietlingen (3.214) 3. Echem (1.002) 4. Hittbergen (877) 5. Hohnstorf (2.477) 6. Lüdersburg (667) 7. Rullstorf (1.809) 8. Scharnebeck * (3.214) |